# Homo pulsans
Homo pulsans (lat. pulsierender Mensch) ist ein Symptom der Aortenklappeninsuffizienz. Der Patient hat „schleudernde Arterienpulse“, bei der körperlichen Untersuchung der Patienten fallen hüpfende Pulse am Hals, an den Ellen- und Leistenbeugen sowie an den Handgelenken auf.
Die ausgeprägten Pulsationen entstehen infolge des großen Vorwärtsvolumen in der Systole und der Rückwärtsbewegungen der Diastole des Blutes.